# Representación proporcional mixta

Resultados de las elecciones federales alemanas de 2017. La imagen muestra las bancadas conseguidas mediante circunscripción y las conseguidas por lista; por ejemplo, el FDP (amarillo) consiguió todos sus 80 diputados mediante lista de partido.

La representación proporcional mixta (siglas MMP del inglés mixed-member proportional voting) o sistema de miembro adicional (siglas AMS del inglés Additional Member System) es una variante de los sistemas de representación proporcional que incluye un número específico (e incluso mayor) de diputados electos por mayoría relativa. El votante realiza dos votos: uno para elegir al representante (o diputado) de su distrito, y otro por un partido. Estos dos votos se pueden realizar de manera separada, o combinados (al votar por el representante automáticamente se vota por el partido). Los diputados electos mediante mayoría relativa se denominan diputados uninominales; los diputados electos mediante representación proporcional se denominan diputados plurinominales.
La representación proporcional mixta también es conocida como representación proporcional personalizada en Alemania.

## Características
En cada distrito electoral el representante es elegido utilizando el principio de la mayoría relativa, en el que el candidato con el número mayor de votos gana la representación del distrito. Después, a nivel nacional (o a nivel de circunscripción electoral, superior al nivel distrital) el número total de los escaños del cuerpo legislativo es designado proporcionalmente al número de votos que recibe cada partido. Los diputados que se asignan proporcionalmente provienen de una lista que el partido presenta antes de las elecciones. Pero del número de escaños que se asignan a cada partido se restan los asientos que hayan ganado directamente por mayoría relativa, de modo que se mantenga la proporción de los votos en relación con el número de escaños que el partido tiene en total (uninonimales y plurinominales).
El sistema electoral que utiliza un sistema que combina la representación proporcional y la mayoría relativa y que sólo conserva la proporción del número total de votos en la asignación de los diputados plurinominales, pero no la proporción total de los escaños del cuerpo legislativo se denomina: voto paralelo. La única diferencia entre la representación proporcional mixta y el voto paralelo es, pues, que el número total de los diputados de un partido en el cuerpo legislativo, asamblea o congreso, no corresponde a la proporción de votos que haya recibido en las elecciones.
Ejemplo

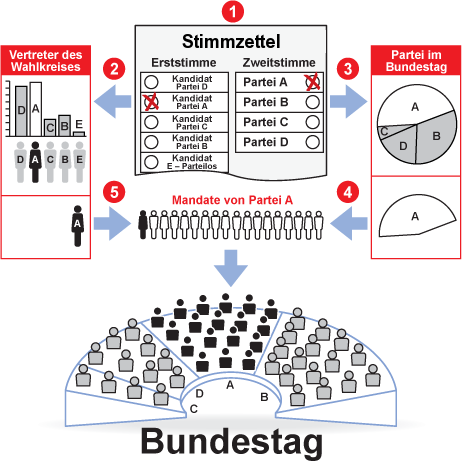
Reparto de escaños en el Bundestag según el sistema electoral de Alemania con dos niveles de circunscripciones.

En Alemania el elector emite dos votos en la papeleta (Stimmzetel). El primero (Erststimme) es a una candidatura unipersonal en una de las 229 circunscripciones uninominales del país; el segundo (Zweitstimme) es a una lista cerrada y bloqueada del Land. Este segundo voto es el que determina el porcentaje de escaños que le corresponde a cada partido en el Bundestag según una determinada una  fórmula electoral. Si el partido ha obtenido en el nivel de las circunscripciones uninominales (Verteter des Wahlkreises) menos porcentaje de escaños que el que ha obtenido en la circunscripción única nacional, se le añaden hasta alcanzar ese porcentaje. Sin embargo, si obtiene más escaños los conserva y esto es lo que explica que el número de escaños del Bundestag varíe en cada elección. Como señala Xavier Torrens, «hay que mantener la proporción global de todos los partidos y, por ello, hay que compensar a los partidos hasta lograr que el Parlamento alemán refleje en escaños el porcentaje de votos correspondiente a cada partido». Por otro lado la barrera legal para entrar en el Bundestag es relativamente alta, el 5 % (o haber obtenido tres escaños mediante el primer voto o Erststimme).

## Vigencia
Los siguientes países utilizan el sistema de representación mixta:
- Alemania
- Nueva Zelanda
- Bolivia
- Lesoto
- Hungría (el sistema húngaro es complejo con una representación menos proporcional que la representación mixta, pero más proporcional que el voto paralelo).
- Eslovenia

### Otros tipos de sistemas electorales
- Escrutinio uninominal mayoritario
- Escrutinio proporcional plurinominal